# 조아 (후한)
조아(曹娥, 130년 ~ 143년)는 중국 후한(後漢) 시대의 이름난 효녀이다. <회계전록(會稽典錄)>에 따르면 후한 순제 시절 한안(漢安) 2년(143년)에 조아가 14살 이었을 때 아버지가 강물에 빠져 죽어서 17일 동안 아버지의 시신을 찾기 위해 해매다가 강물에 뛰어들었다고 한다. 그 이후 5일 뒤에 아버지의 시신을 업고 나왔다고 한다. 이 일화는 유명해져 조아는 효녀로써 유명해졌다고 한다.